# الأخطل
أبُو مَالِك غِياث بن غَوْثِ بن الصَّلْت بن طارِقةٍ اَلتَّغْلِبِي المعروف بالأخْطَل، ولد عام 19 هـ الموافق 640 م، شاعر عربي يُعَد من أشهر شُعراء العصر الاموي، كان نصرانيًّا، وقد مدح خلفاء بني أمية بدمشق في الشام، وأكثر في مدحهم، كان شاعرًا مَصقول الألفاظ، حسَنَ الدِّيباجة، في شعره إبداع. وهو أحدُ الثلاثة المتَّفق على أنهم أشعرُ أهل عصرهم: جرير والفرزدق والأخطل.

## نسبه ونشأته

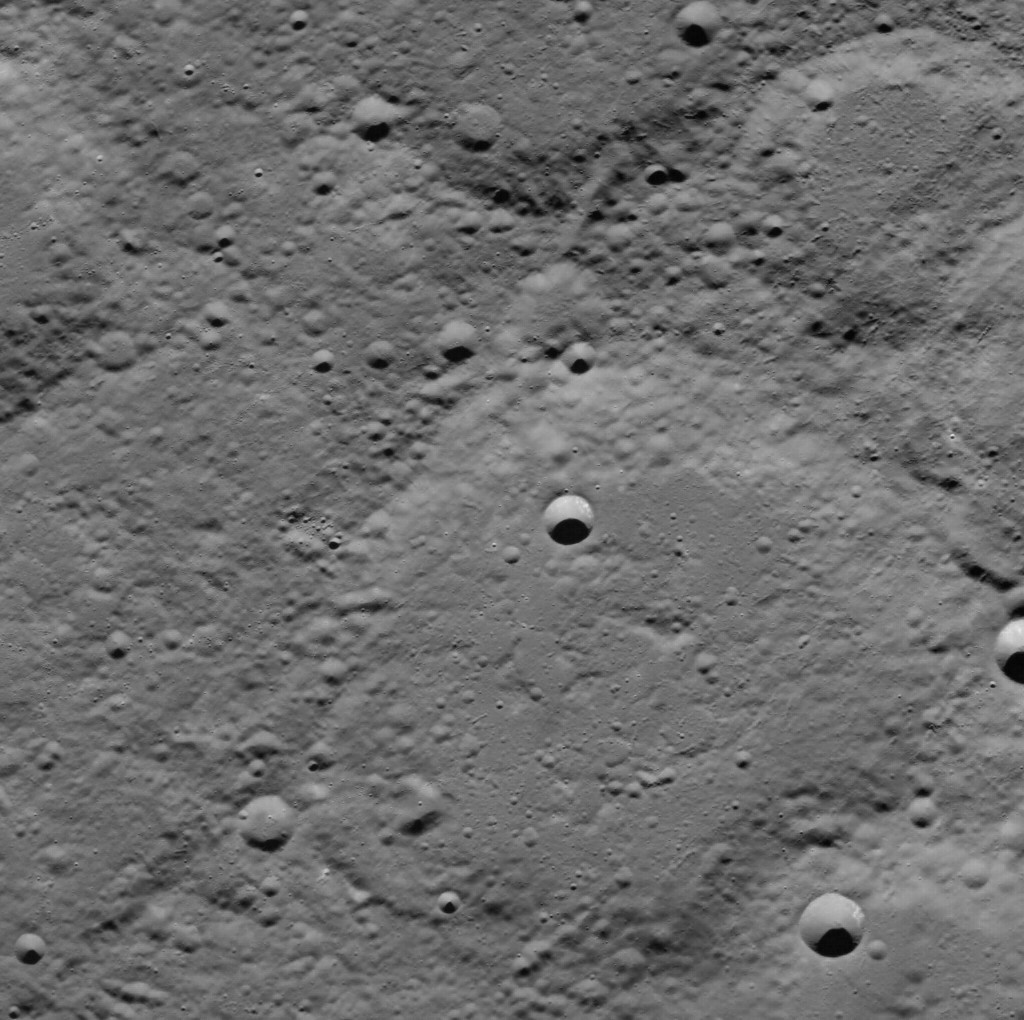
فوهة الأخطل، فوهة صدمية على سطح كوكب عطارد، سُميت تيمُنًا به.

### نسبه
هو: غِياث بن غَوْث بن الصَّلت بن طارِقة بن عَمرو بن السِّيحان بن عَمرو بن فَدَوْكَس بن عَمرو بن مالك بن جُشَم بن بَكْر بن حُبَيْب بن عَمرو بن غَنْم بن تَغْلِب بن وائل بن قاسط بن هنب بن أفصَى بن دعمي بن جديلة بن أسد بن ربيعة بن نزار بن مَعَد بن عدنان.
وكان هجا شاعرَ قومِه بني تغلِب كعبَ بن جُعَيْل هجاءً بذيئًا، وهو بعدُ غلام، فقال له: إنك لأخطَلُ يا غُلام! أي: إنك لسَفيه فاحشُ القول. فعلِقَ به اللقب واشتَهَر به.

### نشأته
نشأ في دمشق واتصل بالأمويين فكان شاعرَهم، وتهاجى مع جرير والفرزدق، فتناقل الرواة شعره، وكان معجبًا بنفسه تيَّاهًا، كثيرَ العناية بشعره. وكانت إقامته حينًا في دمشق وحينًا في الجزيرة الفراتية.
نظم الشعر صغيرًا، ورشَّحه كعبُ بن جُعَيل ليهجوَ الأنصار، فهجاهم وتعزَّزَت صِلته ببني أمية بعد ذلك، فقرَّبه يزيد، وجعله عبد الملك بن مروان شاعرَ البلاط الرسمي، يدافع عن دولة بني أمية، ويهاجم خصومَها. أقحم نفسَه في المُهاجاة بين جرير والفرزدق حين فضَّل الفرزدق على جرير، وامتدَّ الهجاء بينه وبين جرير طَوالَ حياته، وقد جمع أبو تمام نقائضَ جرير والأخطل.
برَعَ الأخطل في المدح والهجاء ووصف الخمرة، ويتَّهمه النقَّاد بالإغارة على معاني من سبقه من الشعراء، والخُشونة والالتواء في الشعر، والتكلُّف أحيانًا، وهو في نظرهم شاعرٌ غير مطبوع بخلاف جرير، ولكنَّه واسعُ الثقافة اللغوية، تمثَّل التراثَ الأدبي وأحسن توظيفه.

## نماذج من شعره
أجود شعره على الإطلاق رائيتاه الشهيرتان وهما من عيون الشعر العربي، الأولى في هجاء القبائل القيسية، وهي:
والأخرى في مدح عبد الملك بن مروان وبني أمية وذم خصومهم، وفيها يهجو جرير وقومه كليب بن يربوع وهي:

## وفاته
توفي الأخطل في السبعين من عمره سنة 92 هـ، الموافق عام 710م، في السنة الخامسة من خلافة الوليد بن عبد الملك. ولا تتوافر معلوماتٌ موثقة عن مكان وفاته، والأرجح أنه مات بين قومه في الجزيرة الفراتية. وقد مات على دينه النصرانية.